# Ministerio de Obras Públicas y Transportes
El Ministerio de Obras Públicas y Transportes de Costa Rica (MOPT) es el ministerio del gobierno de Costa Rica encargado de regular y controlar el transporte terrestre, aéreo y marino, así como de planificar, ejecutar y mejorar obras públicas de infraestructura vial, portuaria y aeroportuaria, además de colaborar con las Municipalidades en la conservación de las rutas cantonales. Su actual titular es Mauricio Batalla.

## Historia
La creación del Ministerio de Obras Públicas y Transportes se remonta a mediados del siglo XIX, cuando surge una necesidad de crear un organismo encargado de construir y preservar los edificios públicos, caminos y otras obras del país, por lo que, el 20 de octubre de 1860, durante la administración de José María Montealegre Fernández, y mediante el Decreto núm. 51, se crea la Dirección General de Obras Públicas, presidida por un director general de Obras Públicas, quien debía ser ingeniero civil y reunir conocimientos técnicos en materia de arquitectura, y la cual se encontraba adscrita inicialmente a secretarías de Estado como las de Hacienda, Guerra, entre otras.
Posteriormente, el 4 de agosto de 1870, la Dirección pasó a formar parte de la cartera de Obras Públicas, y posteriormente, integra la Secretaría de Fomento y Agricultura, y toma el nombre de Subsecretaría de Fomento, cuando esta última se creó el 17 de junio de 1881, manteniéndose vigente hasta 1948, salvo en el lapso comprendido entre el 8 de junio de 1917 y el 9 de agosto de 1919, durante el cual rigió la fugaz Constitución Política de 1917, que sustituyó las secretarías de Estado por ministerios.
Mediante la Junta Fundadora de la Segunda República, desde el 8 de mayo de 1948, la Secretaría de Fomento y Agricultura es dividida en los ministerios de Agricultura e Industrias y de Obras Públicas, nombrándose asimismo como primer ministro Francisco Orlich Bolmarcich.
El 5 de agosto de 1963, mediante la Ley núm. 3155, el ministerio toma el nombre de Ministerio de Transportes en sustitución del Ministerio de Obras Públicas, asumiendo también nuevas funciones. Seguidamente, el 5 de julio de 1971, se reforma la ley anterior mediante la Ley núm. 4786, y en la cual el ministerio toma su nombre actual de Ministerio de Obras Públicas y Transportes (MOPT).
En 1973, mediante la Ley núm. 5150, se crea el Consejo Técnico de Aviación Civil, publicado en el Alcance núm. 66 a La Gaceta núm. 106 del 6 de junio de ese mismo año. Posteriormente, con la publicación de la Ley núm. 7762, del 22 de mayo de 1998, se crea el Consejo Nacional de Concesiones (CNC), el cual regula los contratos de concesión de obras públicas y de obras con servicios públicos. El 29 de mayo de 1998, mediante la Ley núm. 7798 se crea el Consejo Nacional de Vialidad (CONAVI) que se encarga de regular la construcción y conservación de las carreteras, calles de travesías y puentes de la red vial nacional.

## Funciones
El Ministerio de Obras Públicas y Transportes de Costa Rica tiene, entre algunas de sus funciones, las siguientes:
- Determinar, con base en estudios y planes elaborados al efecto y conjuntamente con el Ministerio de Planificación Nacional y Política Económica, el orden de prioridades en materia de construcciones viales, portuarias y aeroportuarias.
- Planificar, construir y mejorar las carreteras y caminos. Mantener las carreteras y colaborar con las municipalidades en la conservación de los caminos vecinales.
- Regular y controlar los derechos de vía de las carreteras y caminos existentes o en proyecto.
- Regular, controlar y vigilar el tránsito, sus consecuencias ambientales y el transporte por los caminos públicos.
- Planificar, construir, mejorar, mantener, operar y administrar los aeropuertos nacionales y sus anexos.
- Regular y controlar el transporte y el tránsito aéreo y sus derivaciones, por medio de un Consejo Técnico de Aviación Civil y por las dependencias administrativas que se estime convenientes.
- Planificar, construir, mejorar y mantener los puertos de altura y cabotaje, las vías y terminales de navegación interior, los sistemas de transbordadores y similares.
- Regular y controlar el transporte marítimo internacional, de cabotaje y por vías de navegación interior.
- Regular, controlar y vigilar los transportes por ferrocarriles y tranvías.
- Regular y controlar el transporte continúo de mercaderías a granel.
- Planificar, regular, controlar y vigilar cualquier otra modalidad de transporte no mencionado en este artículo.
- Construir, mejorar y mantener las edificaciones y demás obras públicas no sujetas a disposiciones legales especiales y vigilar porque se les dé el uso adecuado. La planificación de estas obras se hará conjuntamente con los organismos a los cuales incumbe su funcionamiento, operación y administración.
- Planificar, construir, mejorar y conservar obras de defensa civil, para controlar inundaciones y otras calamidades públicas.

## Estructura
El Ministerio de Obras Públicas y Transportes de Costa Rica se estructura en los siguientes órganos y dependencias:
- El Despacho del Ministro.
  - La Dirección General Administrativa
    - Dirección Financiera
    - Dirección de Capacitación y Desarrollo
    - Dirección de Servicios Generales y Transportes
    - Dirección de Proveeduría Institucional
    - Dirección de Recursos Humanos
- El Viceministerio de Infraestructura y Concesiones.
  - La Dirección General de Obras Públicas
    - Dirección de Puentes
    - Dirección de Obras Fluviales
    - Dirección de Edificaciones Nacionales
    - Dirección de Ingeniería
    - Dirección Ejecutora del Programa Red Vial Cantonal
- El Viceministerio de Transportes y Seguridad Vial
  - La Dirección General de Transportes
    - Dirección de Educación Vial
    - Dirección de Ingeniería de Tránsito
    - Dirección de Policía de Tránsito

  - La Dirección General Marino-Portuaria
    - Dirección de Obras Marítimo-Portuarias
    - Dirección de Navegación y Seguridad

Además cuenta con los siguientes órganos dependientes:
- El Consejo de Seguridad Vial (COSEVI)
- El Consejo Nacional de Vialidad (CONAVI)
- El Consejo de Transporte Público (CTP)
- La Dirección General de Aviación Civil (DGAC)
- El Consejo Nacional de Concesiones (CNC)
- El Tribunal Administrativo de Transporte
- El Consejo Portuario Nacional (CPN)
- El Consejo Técnico de Aviación Civil (CETAC)